# Твістан

Структура твістану

Твістан — трициклічний вуглеводень. Є ізомером адамантану. Твістан отримав свою назву через те, що містить шестичленний цикл у вигляді «твіст»-конформації.

## Отримання
Вперше був синтезований Говардом Вітлоком у 1962 році. Для синтезу може бути використана методика, яка виключає утворення карбонієвих йонів, щоб запобігти скелетних перегрупувань.

## Політвістан
Політвістан — гіпотетичний полімер, який очікує синтезу.